# Single (Musik)
Der Anglizismus Single ([ˈsɪŋgl̩]; „einzeln“) bezeichnet in der Musikindustrie einen Tonträger bzw. einen Musikdownload, der im Gegensatz zu einem Musikalbum meistens nur ein oder zwei Songs eines Künstlers enthält. Das Format zwischen Album und Single heißt Extended Play (EP).

## Allgemeines
Die Single dient der Musikindustrie auch als Marketinginstrument zur Verkaufsförderung von Musikalben. Die erste Single-Auskopplung eines Albums wird im Allgemeinen vor der Veröffentlichung des eigentlichen Albums vermarktet. War das Album erfolgreich, folgen meist noch weitere Auskopplungen. Neben der Single-Auskopplung des Albums enthalten die Tonträger in der Regel weiterhin Remixe des Titelstücks oder unveröffentlichtes Songmaterial, das nicht für das Album verwendet wurde. Singles gibt es als Vinylschallplatte, Compact Disc oder Download.

## Vinyl-Singles

### 7-Zoll-Single

The Chords – Sh-Boom

Singles haben in ihrer ursprünglichen Form als Schallplatten, abweichend von der Langspielplatte, einen Durchmesser von 7″ (17,78 cm; tatsächlich 17,5 cm) und werden im Gegensatz zur Langspielplatte statt mit 33 1⁄3 mit 45 Umdrehungen pro Minute abgespielt (erst seit Februar 1949). Vorher war die 10″-Single mit einer Geschwindigkeit von 78 Umdrehungen marktüblich. Das Mittelloch einer herkömmlichen Vinyl-Single ist größer als das einer LP, so dass zum Abspielen ein zusätzliches Adapterstück, der sogenannte Puck, notwendig ist (gilt nicht für in Großbritannien gepresste Singles; diese haben ein kleines Mittelloch wie LPs). Der Ursprung des Formats liegt im Battle of the Speeds genannten Formatkrieg zwischen Columbia Records und RCA Victor 1948/49; erst nach dessen Beilegung wurden Plattenspieler mit beiden Geschwindigkeiten und Mittelloch-Adaptern üblich, womit die Kompatibilitätslücke überbrückbar wurde. Diese Singles wurden später auch in Jukeboxen eingesetzt. Alternativ kann in das große Mittelloch der einzelnen Single ein sogenannter Stern eingeklemmt werden. Dies ermöglicht den Einsatz der Singles auf Plattenspielern mit Wechselfunktion. Heutige Singles, die vor allem noch im (Underground-) Metal-, Punk- und Grindcore-Bereich sowie im Funk und Soul gepresst werden, verzichten oftmals auf das größere Mittelloch, oft auch aufgrund der Herstellungsweise der Presswerke.
Der Übergang von der Single mit einer Geschwindigkeit von 78 Umdrehungen auf die Single mit 45 Umdrehungen vollzog sich in den USA abrupt. Am 1. Mai 1954 berichtete die RIAA, dass die 78er Single lediglich noch einen Umsatzanteil von 52 % aller verkauften Singles aufweise. Ab Juli 1954 wurde die 45er Single von den sechs großen Plattenkonzernen flächendeckend angeboten. Eine der ersten war der Doo-Wop-Hit Sh-Boom von den Chords, veröffentlicht im Juni 1954 (allerdings von einem sogenannten Independent-Label).
Eine Vinyl-Single hat wie andere Schallplatten in der Regel auch zwei bespielte Seiten, die A- und die B-Seite. Auf der A-Seite befindet sich der Haupttitel, auf der Rückseite wie oben beschrieben ein zusätzliches Stück, eine Instrumental-Version, ein Remix des Haupttitels oder ein Teil 2 des Haupttitels. In seltenen Fällen war die B-Seite populärer als die A-Seite. Befinden sich auf einer Vinyl-Single zwei Musikstücke auf Vorder- und Rückseite, die beide in deren Titel genannt werden, dann spricht man auch von einer Doppel-A-Seite (Beispiele: Strawberry Fields Forever / Penny Lane sowie Day Tripper / We Can Work It Out, jeweils von den Beatles).
 Ab 1988 wurden sogenannte A-Singles angeboten, die auf der Rückseite statt eines weiteren Titels ein Interview oder gesprochene Information zu Song bzw. Künstler enthielten, dafür aber weniger Geld kosteten als herkömmliche Singles, von denen Bobby McFerrins Don’t Worry, Be Happy im August 1988 eine der ersten war. Diese Singles wurden damals in der Bundesrepublik Deutschland zum halben Preis von etwa drei Mark angeboten.

### Sonderformate
Die Gruppe Westworld veröffentlichte 1987 eine Single im 5,5″-Format (etwa 13 cm). Diese sogenannte Mini-Single besaß aufgrund ihrer Größe nur ein kleines Mittelloch und war mit jedem Schallplattenspieler mit 45 Umdrehungen pro Minute abspielbar.

### Single-Formate mit erweiterter Spielzeit

#### 10-Zoll-Single
Ab Juli 1910 war in den USA die 10″-Schellack-Single mit 78 Umdrehungen das übliche Format. Ihre Spieldauer erreichte 3 Minuten pro Seite. Neben der herkömmlichen 7″-Single bestehen mit der 10″-Single und der 12″-Single weitere Vinyl-Single-Formate. Aufgrund der begrenzten Spielzeit pro Seite und steigenden Titellängen wurde die 10″-Single (25,4 cm; tatsächlich 25 cm) mit erweiterter Laufzeit eingeführt. Dieses Format blieb neben der kompakteren, populären 7″-Single jedoch eher eine Rarität.

#### Maxi-Single
Mit der Maxi- oder 12″-Single wurde ab Mitte der 1970er Jahre ein weiteres Single-Format auf den Markt gebracht. Sie bietet mit dem Durchmesser einer herkömmlichen Langspielplatte (30 cm) eine nochmals erhöhte Spielzeit. Dabei existieren die beiden Abspielgeschwindigkeiten von 45 und 33 1⁄3 Umdrehungen pro Minute.
Anfangs wurden 12″-Singles nur als Promotionkopien an DJs vertrieben. Die erste kommerzielle 12″-Single wurde 1976 mit Ten Percent von Double Exposure auf dem New Yorker Discolabel Salsoul Records veröffentlicht.
Durch die im Vergleich zu herkömmlichen Singles und LPs wesentlich breitere Rille, die eine höhere Wiedergabequalität ermöglicht, wird eine höhere Grundlautstärke sowie ein deutlich besserer Dynamikumfang (ausgeprägtere Bässe und Höhen) erreicht. Diese 12″-Single, die im Ursprung die identische Aufnahme wie auf der 7″-Single enthielt, wurde als Super Sound Single angeboten. Die Entwicklung der 12″-Single ist im Wesentlichen auf den Bedarf von langen, tanzbaren sogenannten Diskoversionen bekannter Hits für Diskotheken (heute nur noch Remix genannt) zurückzuführen. Außerdem bewirkt die höhere Grundlautstärke ein besseres Signal-Rausch-Verhältnis, sodass bei – in Diskotheken benötigter – höherer Abspiellautstärke die Klangqualität verbessert wurde.

### Heutige Bedeutung von Vinyl-Singles
Herkömmliche Vinyl-Singles im 7″-Format sind auch heute noch zu finden. Speziell die Besitzer von Musikboxen der 1950er bis 1980er Jahre sind auf Vinyl-Singles im 7″-Format angewiesen. Auch 10″-Singles begegnet man hin und wieder bei Independent-Veröffentlichungen. Sie haben innerhalb der Sammlerszene und DJ-Kultur einen eher ideellen als materiellen Wert. Die klassische 12″-Maxi-Single wird im Hip-Hop und in der elektronischen Musik bis heute zahlreich verwendet und zählt in diesen Musikrichtungen zur Grundausstattung des DJs. Vinyl-Singles haben trotz ihrer eigentlich technischen Veralterung bis heute überlebt und verzeichnen in den oben genannten Bereichen wieder Wachstumsraten. Grund dafür sind unter anderem eine Vielzahl von Sammlern oder auch der Vinylbedarf von DJs.

## CD-Single
Die Einführung der CD hat auch auf dem Single-Markt zu Veränderungen geführt. Als Nachfolger der Vinyl-Singles wurden ab Oktober 1985 die CD-Single und ein Jahr später die CD-Maxi-Single eingeführt, anfangs in kleinen Auflagen. Je nach Plattenlabel wurde das 12-cm oder das 8-cm-Format, die sogenannte Mini-CD, verwendet. Dieses ursprünglich auch für Musik-Singles vorgesehene kleinere Format, das weniger als ein Drittel des Speicherplatzes einer herkömmlichen CD aufweist, setzte sich jedoch nicht durch.
Als erste CD-Single überhaupt gilt Brothers in Arms von den Dire Straits, die im Oktober 1985 erschien. Die erste CD-Single in Deutschland war die Single Keine Sterne in Athen (3-4-5 x in 1 Monat) von Stephan Remmler, die im November 1986 veröffentlicht wurde. Im Oktober 1986 erschien von Erasure die CD-Maxi-Single Sometimes als eine der ersten dieses Formats.
Ab Beginn der 1990er Jahre führte die Musikindustrie auf dem damals als besonders finanzstark geltenden deutschen Markt die 12-cm-CD-Maxi im Slimcase (preislich entsprechend der 12″-Vinyl-Maxi) ein, die bis heute das Standardformat auf dem deutschen Single-Markt darstellt. Sie enthält im Gegensatz zur normalen Single (mit allgemein zwei Titeln) häufig drei oder vier Titel. Im europäischen Ausland hingegen setzte sich von Anfang an die ebenfalls 12 cm große CD-Single (preislich entsprechend der 7″-Vinylsingle) im Pappcover durch.
Die Entscheidung für das Maxi-Single-Format in Deutschland hatte Auswirkungen auf das Konsumverhalten: Wie schon zu Vinylzeiten waren Maxis insbesondere im Disco-Bereich interessant, sodass diese Musikrichtung in Deutschland überdurchschnittlich hohe Verkaufszahlen verbuchen konnte, während der Umsatz im Pop-Rock-Bereich stark zurückging. Die Rock- und Pop-Konsumenten hatten nur wenig Interesse an meist unattraktiven oder gar qualitativ minderwertigen Remixen und B-Seiten. Das von der Musikindustrie gesetzte, kaum begründbare hohe Preisgefüge (mit damals bis zu zwölf Mark etwa das Doppelte einer früheren Vinyl-Single) führte dazu, dass viele Kunden auf den Kauf von Maxi-Singles verzichteten und stattdessen gleich zum Album griffen. Seit Anfang der 1990er werden in den Single-Charts auch Airplay-Einsätze berücksichtigt, sodass weiterhin Rock- und Popmusik in den Charts vertreten sind. Diese Kompensation des eigentlichen Käuferverhaltens wird insbesondere deswegen vorgenommen, weil die Single-Charts nach wie vor eine wesentlich höhere Bedeutung für die Musikvermarktung als die Album-Charts besitzen. Jedoch ist zu beobachten, dass Singles auf dem deutschen Markt schon lange nicht mehr ihre eigentliche Funktion erfüllen. Single-Erfolge und Albumverkäufe klaffen oft weit auseinander. Musiker, deren Alben sich sehr gut verkaufen, finden sich immer seltener auf vorderen Plätzen in den Single-Charts wieder.
Erst Anfang der 2000er Jahre reagierte die Musikindustrie auf den vermehrten Kundenwunsch, wieder CD-Singles zu günstigeren Preisen anzubieten. Gründe hierfür sind insbesondere der durch das MP3-Format ausgelöste erhöhte Preisdruck und die damit verbundenen stetig zurückgehenden CD-Verkäufe, die deutlich höhere Gewinnspannen versprechen. Die auf dem deutschen Markt als limitierte „2-Track-CD“ im Slimcase erscheinenden Tonträger sind von der Titelauswahl meist mit den im Ausland erhältlichen CD-Singles identisch. Die limitierte Stückzahl hat jedoch zur Folge, dass von einigen Titeln der aus Radio oder Fernsehen bekannte Single-Mix nur kurze Zeit erhältlich ist. Beispiele hierfür waren unter anderem Produktionen von den Pet Shop Boys (Miracles, Flamboyant) oder von Depeche Mode (Enjoy the Silence ’04, Precious). 
Auch bei CD-Singles wurde die Eigenschaft einer Vinyl-Single übernommen, die Songs auf „A- und B-Seiten“ zu packen. Jedoch ist dies nur umgangssprachlich und trifft im Layout nur bei wenigen Singles zu. (Wie zum Beispiel bei der Nirvana-Single All Apologies/Rape Me, die es sowohl im CD-Format als auch im Vinyl-Format zu kaufen gab). A-Seiten sind meist die Titeltracks der CD-Single. Aber auch gibt es hier Ausnahmen wie z. B. die Arctic Monkeys Single Brianstorm, bei der der Titeltrack an zweiter Stelle steht.
Dieser Schritt konnte den Einbruch des CD-Single-Marktes allerdings kaum verhindern. In einer Zeit, in der der Musikkonsument jeden Titel eines Albums einzeln als Audiodatei im Internet erwerben kann, besitzt die Single als Tonträger im Massenmarkt, abgesehen von der Bedeutung für Sammler, keine nennenswerte Attraktivität mehr. Heute reichen meist 5000 wöchentliche Verkäufe in Deutschland, um obere Ränge der Top 10 der Single-Charts zu erreichen. Für die Top 100 reichen nach Angaben von Manfred Gillig-Degrave, seinerzeit Chefredakteur des Branchenmagazins MusikWoche, „dreistellige Zahlen“.